# Resolution 862 des UN-Sicherheitsrates
Die Resolution 862 des UN-Sicherheitsrates ist eine Resolution, die der Sicherheitsrat der Vereinten Nationen in seiner 3272. Sitzung am 31. August 1993 einstimmig beschloss. Sie bekräftige die Resolutionen 841 und 861 sowie die Vereinbarung zwischen dem Präsidenten von Haiti und dem Oberbefehlshaber der Streitkräfte von Haiti. Der Rat bekräftigte das Engagement der internationalen Gemeinschaft für eine Lösung in Haiti und erörterte die Einrichtung einer neuen Polizeitruppe im Rahmen einer vorgeschlagenen Mission der Vereinten Nationen in Haiti (UNMIH).
Darin inbegriffen ist die sofortige Entsendung eines Vorausteams von nicht mehr als 30 Personen, um den Bedarf zu ermitteln und um sich auf den möglichen Einsatz sowohl der zivilen Polizei- als auch der Militärhilfskomponenten von UNMIH vorzubereiten. Das Mandat des Vorausteams würde einen Monat dauern, mit der Aussicht, es in die UNMIH-Friedensmission aufzunehmen, sobald diese eingerichtet ist.
Der Rat erwartete einen weiteren Bericht des Generalsekretärs Boutros Boutros-Ghali über die vorgeschlagene Einrichtung des UNMIH und seine finanziellen Kosten, seinen Zeitrahmen, seinen voraussichtlichen Abschluss und seine Koordinierung mit den Arbeiten der Organisation Amerikanischer Staaten und ersuchte ihn ferner, mit der Regierung von Haiti ein Abkommen über den Status der Streitkräfte abzuschließen, um eine baldige Entsendung des UNMIH zu erleichtern, wenn der Rat diese beschließen würde. Die Mission wurde schließlich mit der Resolution 867 formell festgelegt.